# Smolná (Bělá u Jevíčka)
Smolná je malá vesnice, část obce Bělá u Jevíčka v okrese Svitavy. Nachází se asi 2,5 km na jihovýchod od Bělé u Jevíčka. Smolná leží v katastrálním území Smolná u Jevíčka o rozloze 1,96 km2.

## Historie
První písemná zmínka o vesnici pochází z roku 1368.
V letech 1869–1976 a od 1. března 1990 se vesnice stala součástí obce Bělá u Jevíčka a od 1. ledna 1976 do 28. února 1990 spolu s obcí Bělá u Jevíčka součástí města Jevíčko.

## Obyvatelstvo
| Rok            | 1869 | 1880 | 1890 | 1900 | 1910 | 1921 | 1930 | 1950 | 1961 | 1970 | 1980 | 1991 | 2001 | 2011 | 2021 |
| -------------- | ---- | ---- | ---- | ---- | ---- | ---- | ---- | ---- | ---- | ---- | ---- | ---- | ---- | ---- | ---- |
| Počet obyvatel | 156  | 155  | 156  | 156  | 162  | 181  | 176  | 128  | 121  | 102  | 81   | 79   | 70   | 66   | 55   |
| Počet domů     | 27   | 26   | 29   | 30   | 31   | 31   | 34   | 36   | 36   | 35   | 30   | 30   | 35   | 38   | 39   |

## Pamětihodnosti
Na návsi se nachází požární zbrojnice s pomníkem obětem I. světové války s následujícím textem : 1914 – 1918 / Bratři, kteří se nevrátili : /Jan Koukal stár 41 r. / Jan Odvalil stár 37 r. / Leop. Schüch stár 23 r. / Rud. Vašek stár 27 r. / Věčná paměť budiž Vám zachována. / Sbor dobr. hasičů ve Smolné.
Vedle požádní zbrojnice se nachází kaplička s kamenný kříž a vysázenými lipami a nápisem : Nákladem osady Smolné 1904.